# Stand (JoJo's Bizarre Adventure)
Los Stands (スタンド, Sutando) son espectros con poderes sobrenaturales del manga y anime de JoJo's Bizarre Adventure, siendo uno de los elementos más importantes y conocidos del manga. Desde la parte 3 de la serie, todos los villanos y protagonistas poseen uno, además de otros personajes.

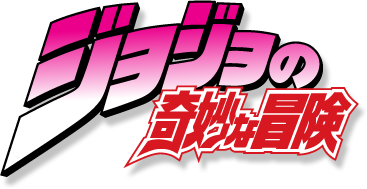
Logotipo de la serie

## Concepto
Hirohiko Araki, autor del manga, obtuvo una idea de un concepto inicial después de un viaje a Egipto, en el cual creía que podía ser atracado en cualquier momento, dando lugar al misticismo que rodea a los usuarios y origen a Stardust Crusaders, parte 3 del manga. Cuando Araki comenzó a desarrollar Stands, quería representar poderes psíquicos de forma física, dando así lugar a sus formas humanoides. Con la llegada de Stardust Crusaders a JoJo's Bizarre Adventure, mucha gente fanática del manga estuvo molesta, debido a que este nuevo poder suplantaba al anterior llamado Hamon, preocupando a Araki sobre el éxito de estos en el futuro. A día de hoy, los Stands son un sello del manga y anime y uno de sus pilares más importantes en las tramas principales.

## Obtención
Originalmente, los Stands se obtenían a través de una selección, inspirados en las cartas del Tarot y dioses egipcios. Sin embargo, en Diamond is Unbreakable, se explica que los Stands pueden ser heredados, ser simples manifestaciones del alma o ser obtenidos a través de una flecha egipcia ficticia generadora de Stands.
Posteriormente, a partir de Steel Ball Run, la manera de obtenerlo es entrando en La Palma de Diablo, un terreno ficticio que se desplaza a lo largo del desierto de Arizona. En JoJolion, estos vuelven a ser heredables o nacidos con ellos.

## Apariencia

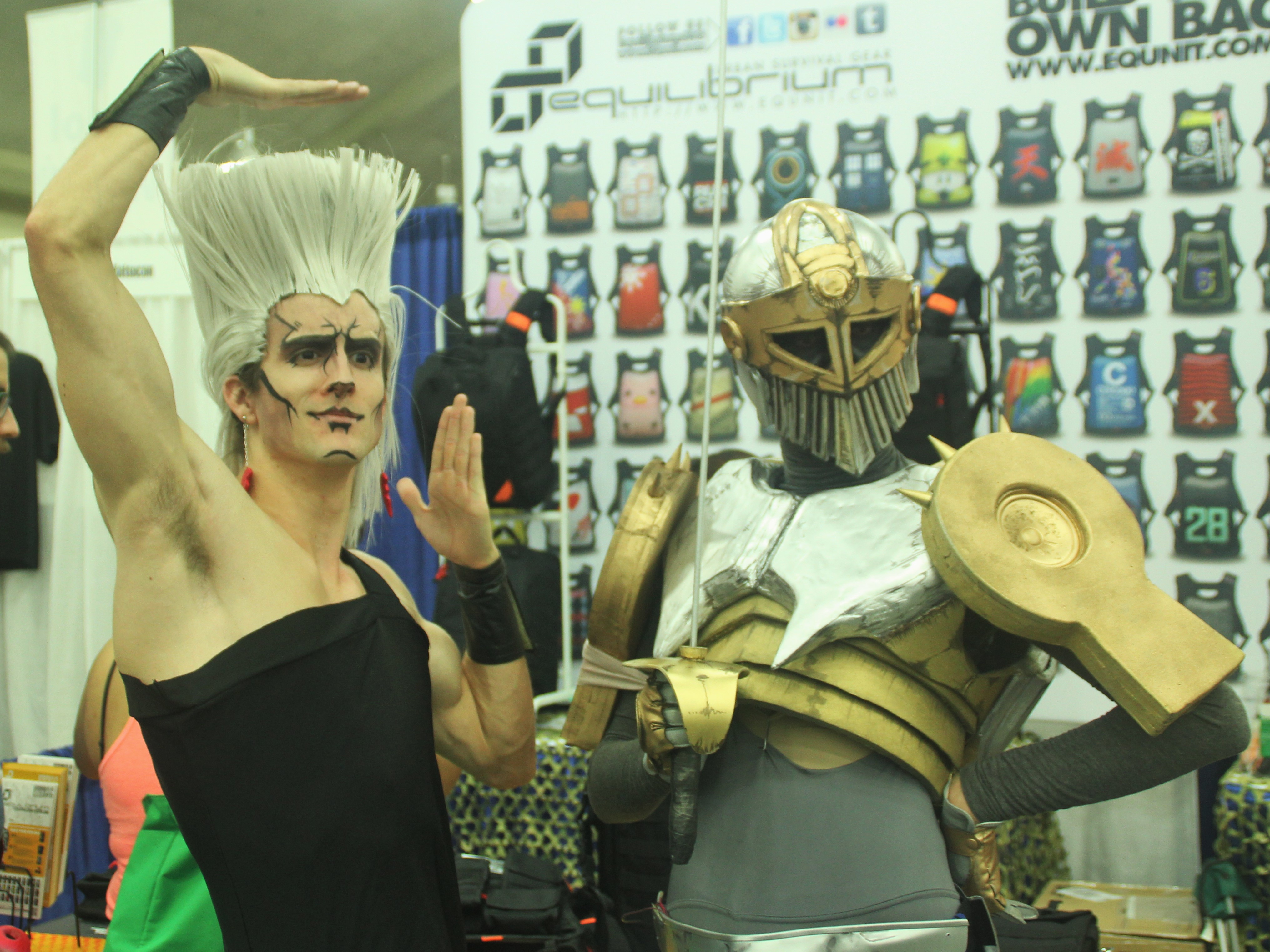
Cosplayer de Jean Pierre Polnareff junto a su Stand, Silver Chariot

Los Stands tienen distintos tipos de apariencia, tales como:

### Humanoide
Los Stands con forma humanoide son aquellos con forma semi humana, de gran tamaño y composición.
Hay dos tipos: Humanoide natural y artificial
Humanoide natural
Los Stands con aspecto de humanoide natural son aquellos que presentan formas o cuerpos similares a los de los humanos. Algunos pueden presentar cabello, boca, e incluso voz. Algunos de estos serían Star Platinum (aspecto de hombre musculado de color morado), Crazy Diamond (aspecto de hombre musculado de color blanco y rosa), Stone Free (aspecto de mujer de color azul y gafas de sol) o The World (aspecto de hombre musculado de color amarillo con la cabeza plana).
Humanoide artificial
Los Stands con aspecto de humanoide artificial son aquellos que presentan formas similares a la de los humanos, pero con partes o de cuerpo casi entero robótico o artificial. Algunos ejemplos de estos son Silver Chariot (aspecto de soldado con armadura), D4C (aspecto de hombre semi-robótico con orejas de conejo), The Hand (aspecto de robot grande azul y blanco) o Moody Blues (aspecto de humanoide de color morado con un reloj en la cabeza).

### Natural no humanoide
Los Stands con aspecto natural no humanoide son aquellos que son similares a otros cuerpos de la naturaleza diferentes a los humanos, como Stray Cat (aspecto de flor), Sun (aspecto de sol) o Tower of Gray (aspecto de escarabajo).

### Objeto real
Hay algunos Stands con apariencia de objetos reales, como Emperor, que tiene forma de pistola; Bastet, que tiene forma de enchufe; o Beach Boy, que tiene forma de caña de pescar.

### Otros tipos
También existen Stands evolucionados, que evolucionan con el paso del tiempo o de una acción determinada, como TUSK, Echoes o Made in Heaven.
Además, existe el Requiem, que se obtiene al clavarse la flecha generadora de Stands, dando un nuevo poder al Stand ya obtenido, como Gold Experience Requiem (revierte lo ocurrido para que su usuario no se dañado), Chariot Requiem (intercambia almas) o Killer Queen Bites the Dust (viaja 1 hora atrás en el tiempo).

## Nombres

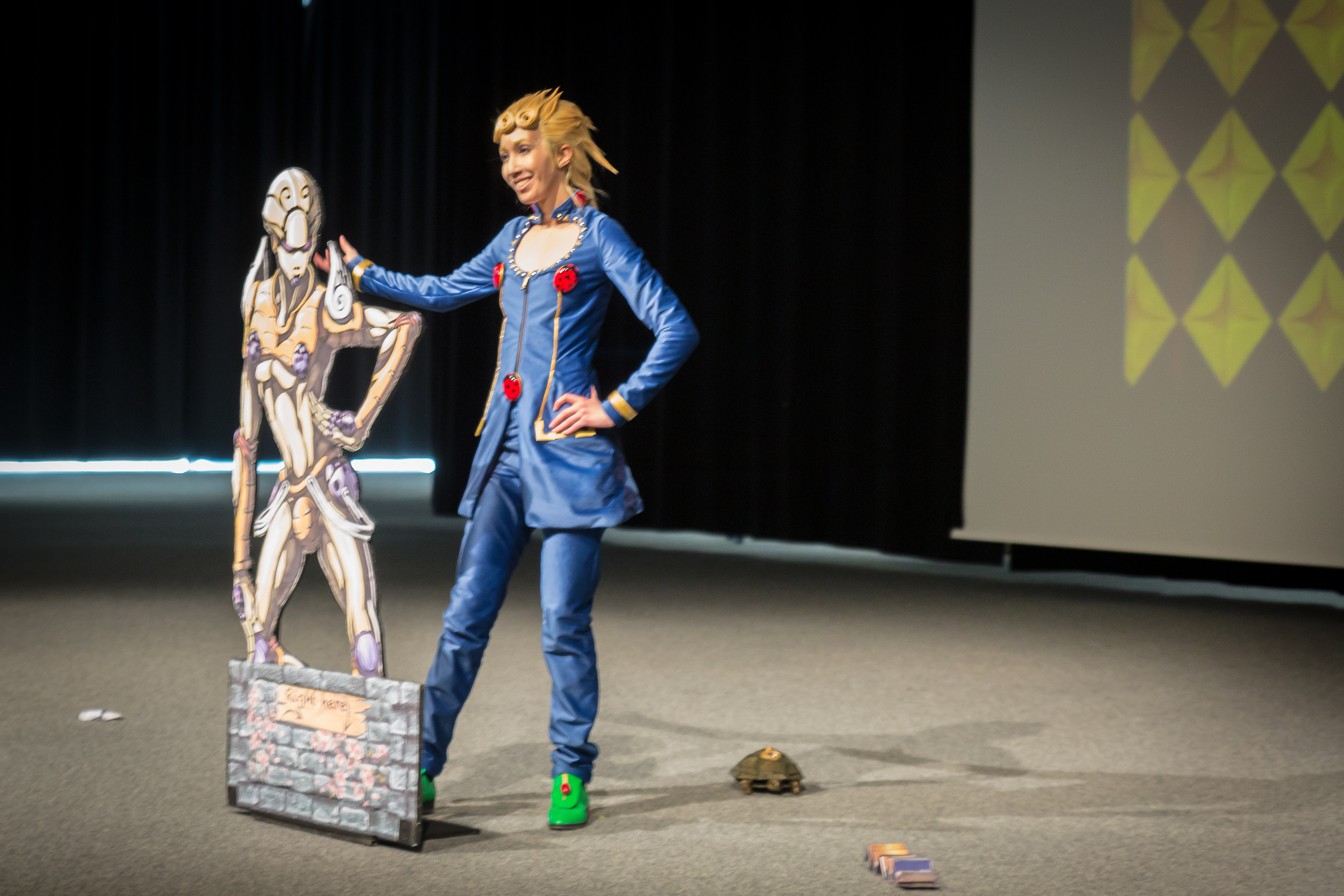
Cosplayer de Giorno Giovanna junto a un cartel de su Stand, Gold Experience

Los nombres de los Stands de Stardust Crusaders están basados en cartas del Tarot y de dioses de la mitología egipcia, y a partir de Diamond is Unbreakable, los nombre de los Stands son derivados o basados en canciones, álbumes, cantantes o grupos de música.
- Si hay dos o más usuarios con el mismo Stand, significa que poseen o poseyeron el mismo Stand
- Si hay dos o más Stands en una misma casilla, significa que se tratan de habilidades del Stand o sus versiones evolucionadas.

### Diamond is Unbreakable

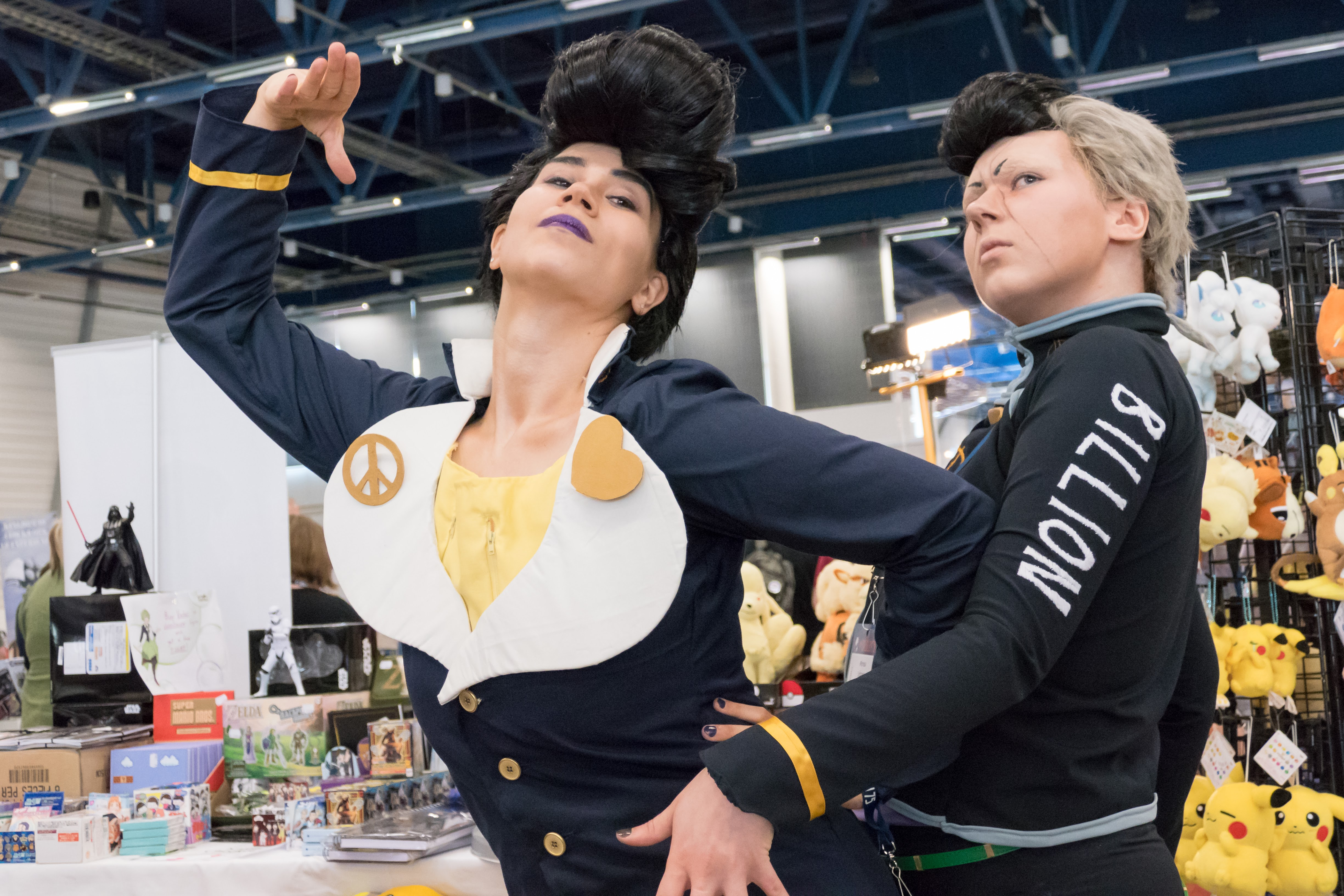
Cosplay de Josuke Higashikata y Okuyasu Nijimura

### Stone Ocean

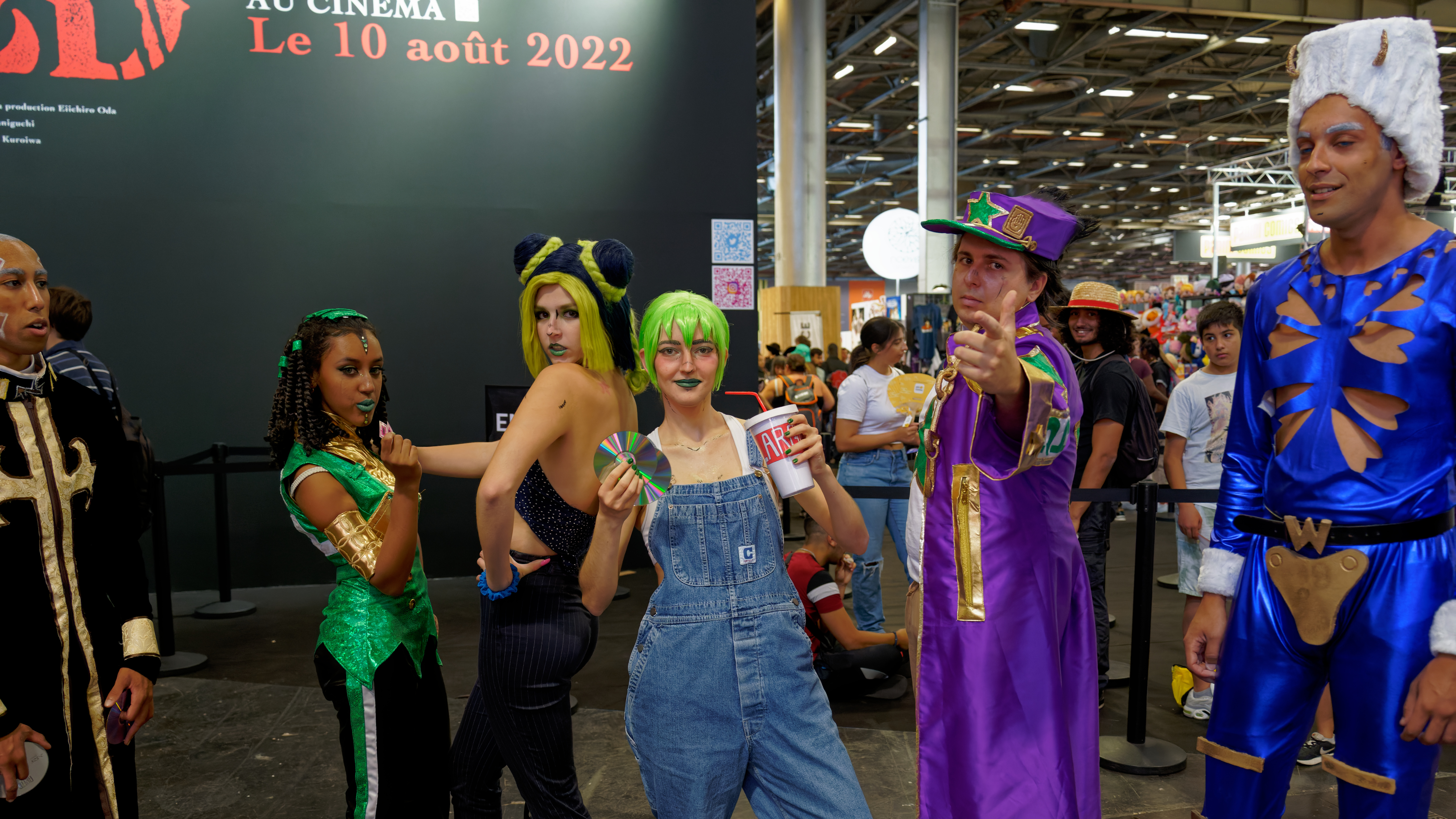
Cosplay del elenco protagonista de Stone Ocean de derecha a izquierda: Weather Report, Jotaro Kujo, Foo Fighters, Ermes Costello, Jolyne Cujoh y Enrico Pucci

### Stardust Crusaders

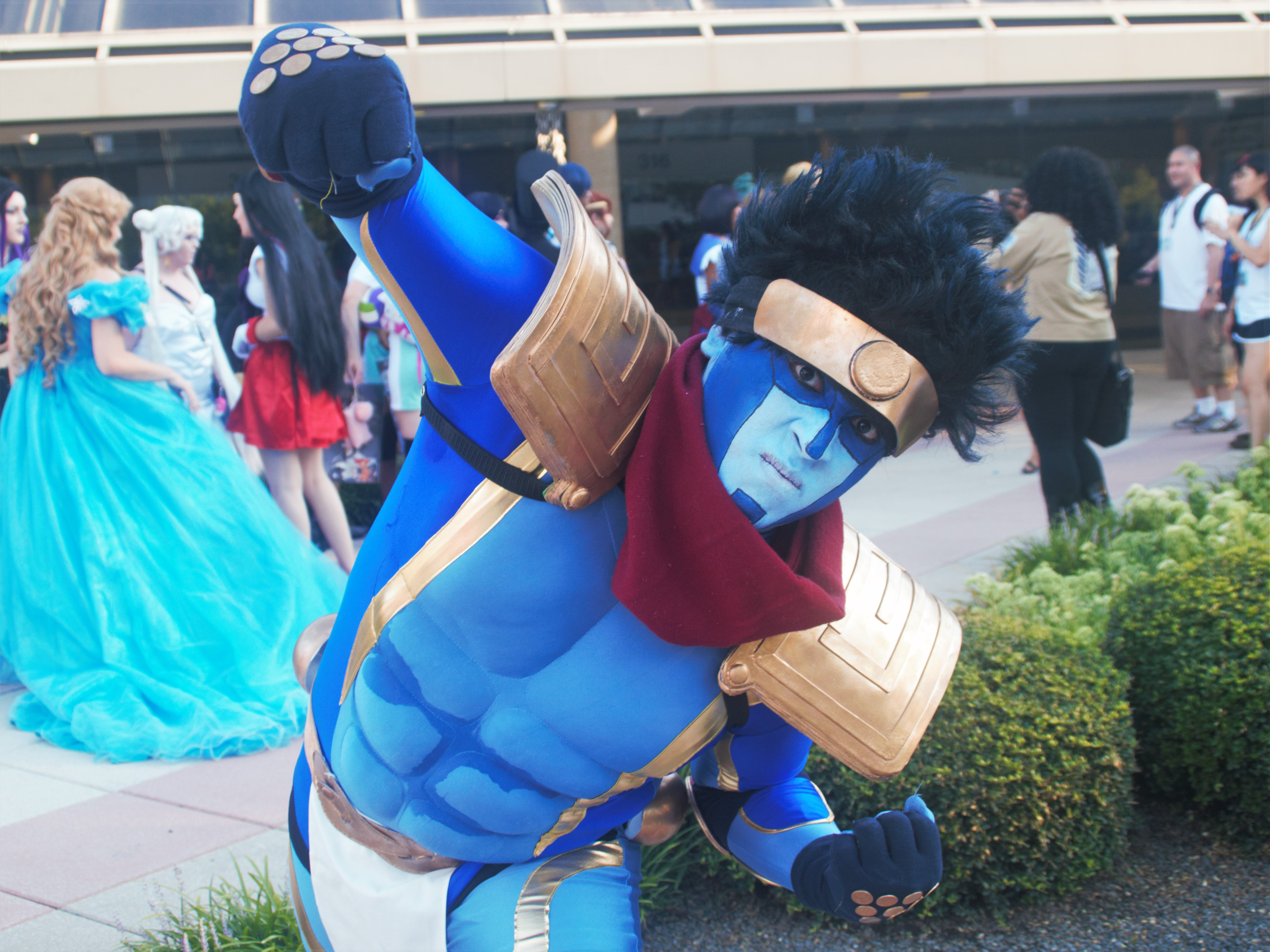
Cosplay de Star Platinum

| Stand             | Inspiración                      | Usuario                |
| ----------------- | -------------------------------- | ---------------------- |
| Star Platinum     | La Estrella del Tarot            | Jotaro Kujo            |
| Hermite Purple    | El Ermitaño del Tarot            | Joseph Joestar         |
| Silver Chariot    | El Carro del Tarot               | Jean-Pierre Polnareff  |
| Heirophant Green  | El Hierofante del Tarot          | Noriaki Kakyoin        |
| Magician's Red    | El Mago del Tarot                | Muhammad Avdol         |
| The Fool          | El Loco del Tarot                | Iggy                   |
| The World         | El Mundo del Tarot               | DIO                    |
| Emperor           | El Emperador del Tarot           | Hol Horse              |
| Cream             | Cream                            | Vanilla Ice            |
| Justice           | La Justicia del Tarot            | Enya Geil              |
| Geb               | Geb                              | N'Doul                 |
| Bastet            | Bastet                           | Mariah                 |
| Set               | Set                              | Alessi                 |
| Anubis            | Anubis                           | Portador independiente |
| Osiris            | Osiris                           | Daniel D'Arby          |
| Khnum             | Khnum                            | Oingo                  |
| Thoth             | Thoth                            | Boingo                 |
| Atum              | Atum                             | Telence D'Arby         |
| Horus             | Horus                            | Pet Shop               |
| Yellow Temperance | La Templanza del Tarot           | Rubber Soul            |
| Dark Blue Moon    | La Luna del Tarot                | Capitán Tenille        |
| Tower of Gray     | La Torre del Tarot               | Gray Fly               |
| Sun               | El Sol del Tarot                 | Arabia Fats            |
| Lovers            | Los Amantes del Tarot            | Steely Dan             |
| Judgement         | El Juicio del Tarot              | Cameo                  |
| Wheel of Fortune  | La Rueda de la Fortuna del Tarot | ZZ                     |
| Ebony Devil       | El Diablo del Tarot              | Devo the Cursed        |
| Hanghed Man       | El Colgado del Tarot             | J. Geil                |
| Empress           | La Emperatriz del Tarot          | Nena                   |
| Death 13          | La Muerte del Tarot              | Mannish Boy            |
| High Priestess    | La Sacerdotisa del Tarot         | Midler                 |
| Strenght          | La Fuerza del Tarot              | Forever                |

### Diamond is Unbreakable[8]
| Stand                                                       | Inspiración                                                                           | Usuario                                     |
| ----------------------------------------------------------- | ------------------------------------------------------------------------------------- | ------------------------------------------- |
| Crazy Diamond                                               | Shine on You Crazy Diamond de David Gilmour                                           | Josuke Higashikata                          |
| Killer Queen Sheer Heart Attack Killer Queen Bites the Dust | Killer Queen de Queen Sheer Heart Attack de Queen Another One Bites the Dust de Queen | Yoshikage Kira                              |
| The Hand                                                    | The Band                                                                              | Okuyasu Nijimura                            |
| Echoes                                                      | Echoes de Pink Floyd                                                                  | Koichi Hirose                               |
| Heaven's Door                                               | Knockin’ at Heaven's Door de Guns N’ Roses                                            | Rohan Kishibe                               |
| Bad Company                                                 | Bad Company                                                                           | Keicho Nijimura                             |
| Aqua Necklace                                               | Aqua                                                                                  | Anjuro Katagiri                             |
| Red Hot Chili Pepper                                        | Red Hot Chili Peppers                                                                 | Akira Otoishi                               |
| Highway Star                                                | Highway Star de Deep Purple                                                           | Yuya Fungami                                |
| Love Deluxe                                                 | Love Deluxe de Sade                                                                   | Yukako Yamahishi                            |
| Harvest                                                     | Harvest de Neil Young                                                                 | Shighekiyo Yangu                            |
| Atom Heart Father                                           | Atom Heart Mother de Pink Floyd                                                       | Yoshihiro Kira                              |
| Pearl Jam                                                   | Pearl Jam                                                                             | Tonio Trussardi                             |
| Earth, Wind and Fire                                        | Earth, Wind and Fire                                                                  | Mikitaka Hazekura                           |
| The Lock                                                    | The Rock de The Who                                                                   | Tamami Kobayashi                            |
| Surface                                                     | Surface                                                                               | Toshikazu Hazamda                           |
| Cinderella                                                  | Cinderella                                                                            | Dra. Aya Tsuji                              |
| Super Fly                                                   | Superfly de Curtis Mayfield                                                           | Toyohiro Kanedaichi                         |
| Enigma                                                      | Enigma                                                                                | Terunosuke Miyamoto                         |
| Cheap Trick                                                 | Cheap Trick                                                                           | Masazo Kinoto Rohan Kishibe (temporalmente) |
| Boy II Man                                                  | Boyz II Men                                                                           | Ken Oyanagi                                 |

### Golden Wind

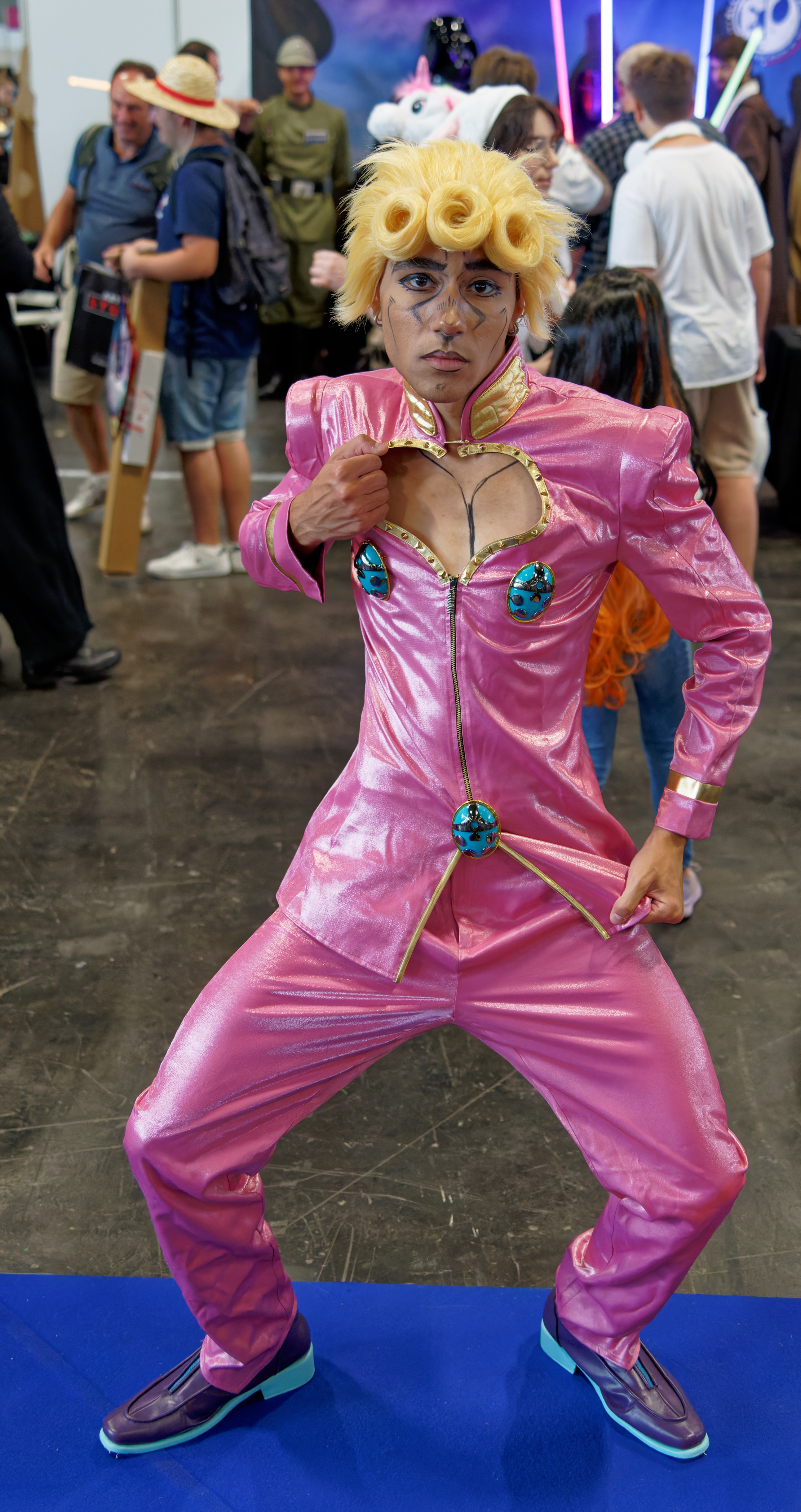
Cosplay de Giorno Giovanna

| Stand                                         | Inspiración                          | Usuario                          |
| --------------------------------------------- | ------------------------------------ | -------------------------------- |
| Gold Experience GER (Gold Experience Requiem) | The Gold Experience de Prince        | Giorno Giovanna                  |
| Sticky Finger                                 | Sticky Fingers de The Rolling Stones | Bruno Bucciarati                 |
| Sex Pistols                                   | Sex Pistols                          | Guido Mista                      |
| Aerosmith                                     | Aerosmith                            | Narancia Ghirga                  |
| Moody Blues                                   | The Moody Blues                      | Leone Abbacchio                  |
| Purple Haze                                   | Purple Haze de Jimi Hendrix          | Pannacotta Fugo                  |
| King Crimson                                  | King Crimson                         | Diavolo                          |
| Epitaph                                       | Epitaph de King Crimson              | Vinegar Doppio Diavolo           |
| Metallica                                     | Metallica                            | Risotto Nero                     |
| Spice Girl                                    | Spice Girls                          | Trish Una                        |
| Silver Chariot Requiem                        | El Carro del Tarot                   | Jean Pierre Polnareff            |
| The Greatful Dead                             | The Grateful Dead                    | Prosciutto                       |
| Beach Boy                                     | The Beach Boys                       | Pesci                            |
| Baby Face                                     | Kenneth "Babyface" Edmonds           | Melone                           |
| White Album                                   | White Album de The Beatles           | Ghiaccio                         |
| Man in the Mirror                             | Man in the Mirror de Michael Jackson | Illuso                           |
| Litte Feet                                    | Little Feat                          | Formaggio                        |
| Green Day                                     | Green Day                            | Cioccolatta                      |
| Oasis                                         | Oasis                                | Secco                            |
| Talking Head                                  | Talking Heads                        | Tiziano                          |
| Clash                                         | The Clash                            | Squalo                           |
| Notorius B.I.G.                               | The Notorious B.I.G.                 | Carne                            |
| Soft Machine                                  | Soft Machine                         | Mario Zucchero                   |
| Krafk Work                                    | Kraftwerk                            | Sale                             |
| Mr. President                                 | Mr. President                        | Coco Jumbo Jean Pierre Polnareff |
| Rolling Stones                                | The Rolling Stones                   | Scolippi                         |

### Stone Ocean[9]
| Stand                      | Inspiración                                  | Usuario          |
| -------------------------- | -------------------------------------------- | ---------------- |
| Stone Free                 | Stone Free de Jimi Hendrix                   | Jolyne Cujoh     |
| Kiss                       | Kiss                                         | Ermes Costello   |
| Whitesnake                 | Whitesnake                                   | Enrico Pucci     |
| C-Moon                     | C Moon de Wings                              | Enrico Pucci     |
| Made in Heaven             | Made in Heaven de Queen                      | Enrico Pucci     |
| Weather Report             | Weather Report                               | Weather Report   |
| Diver Down                 | Diver Down de Van Halen                      | Narciso Anasui   |
| Foo Fighters               | Foo Fighters                                 | Foo Fighters     |
| Burning Down the House     | Burning Down the House de Paramore           | Emporio Alniño   |
| Under World                | Underworld                                   | Donatello Verus  |
| Bohemian Rhapsody          | Bohemian Rhapsody de Queen                   | Ungalo           |
| Sky High                   | Sky High de Jigsaw                           | Rikiel           |
| Manhattan Transfer         | The Manhattan Transfer                       | Johngali A.      |
| Goo Goo Dolls              | Goo Goo Dolls                                | Gwess            |
| Highway to Hell            | Highway to Hell de AC/DC                     | Thunder McQueen  |
| Marylin Mason              | Marilyn Manson                               | Miraschon        |
| Jumpin' Jack Flash         | Jumpin' Jack Flash de The Rolling Stones     | Lang Rangler     |
| Limp Bizkit                | Limp Bizkit                                  | Sport Maxx       |
| Survivor                   | Survivor                                     | Guccio           |
| Planet Waves               | Planet Waves de Bob Dylan y The Band         | Viviano Westwood |
| Dragon's Dream             | The Dragon's Dream de Thom Brennan           | Kenzou           |
| Yo-Yo Ma                   | Yo-Yo Ma                                     | D an G           |
| Green, Green Grass of Home | Green, Green Grass of Home de Porter Wagoner | Bebé verde       |
| Jail House Lock            | Jailhouse Rock de Elvis Presley              | Miuccia Miller   |

### Steel Ball Run

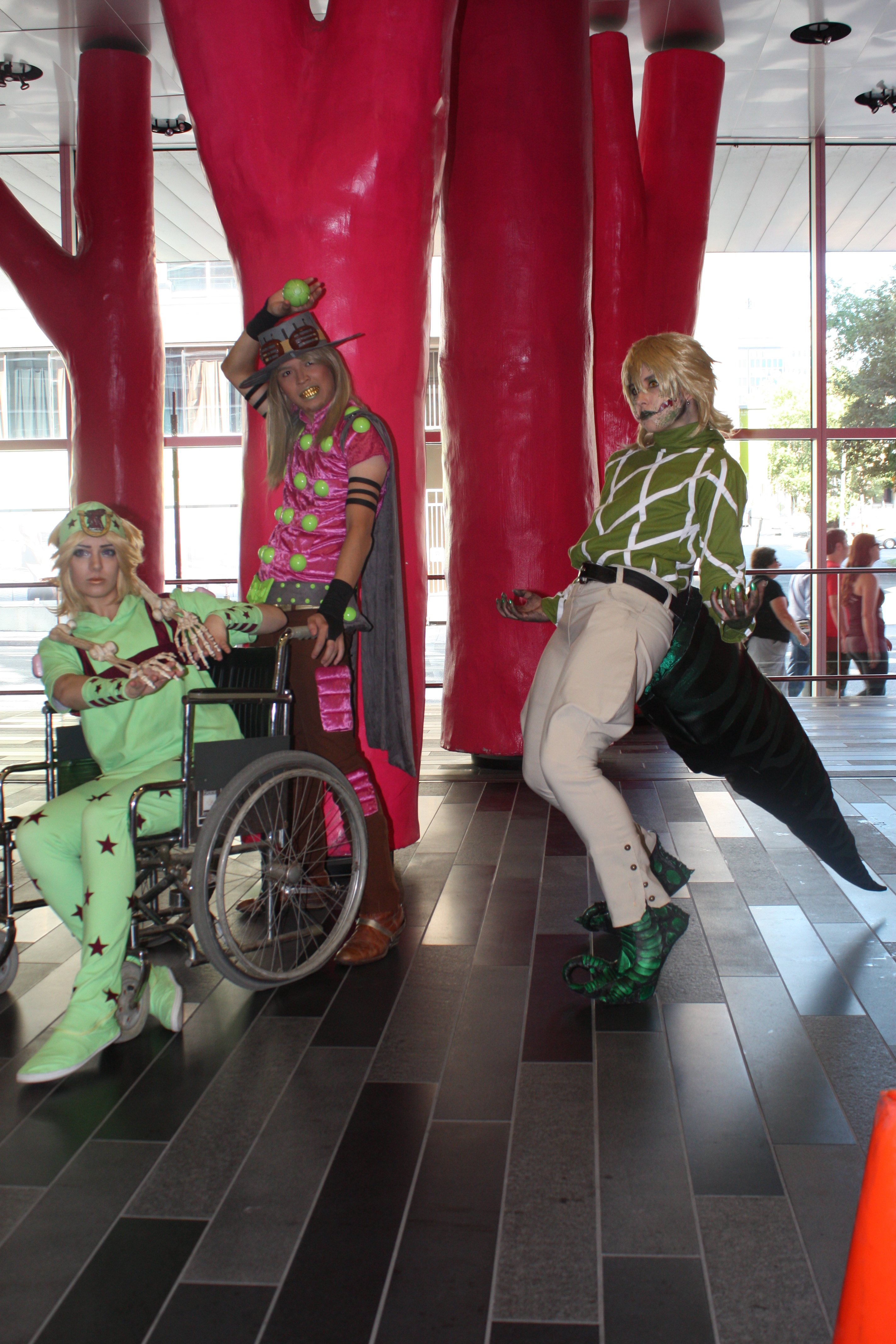
Cosplay del trio protagonista de derecha a izquierda: Diego "Dio" Brando, Gyro Zeppeli y Johnny Joestar

| Stand                                              | Inspiración                                                   | Usuario                                           |
| -------------------------------------------------- | ------------------------------------------------------------- | ------------------------------------------------- |
| TUSK                                               | Tusk de Fleetwood Mac                                         | Johnny Joestar                                    |
| Ball Breaker                                       | Ballbreaker de AC/DC                                          | Gyro Zeppeli                                      |
| Dirty Deeds Done Dirt Cheap (D4C) Love Train       | Dirty Deeds Done Dirt Cheap de AC/DC Love Train de The O'Jays | Presidente Funny Valentine                        |
| Scary Monsters                                     | Scary Monsters (and Super Creeps) de David Bowie              | Diego "Dio" Brando Dr. Ferdinand                  |
| Ticket to Ride                                     | Ticket to Ride de The Beatles                                 | Lucy Steel                                        |
| Cream Starter                                      | Firestarter de The Prodigy                                    | Hot Pants                                         |
| Oh! Lonesome Me                                    | Oh Lonesome Me de Don Gibson                                  | Mountain Tim                                      |
| In a Silent Way                                    | In a Silent Way de Miles Davis                                | Sandman                                           |
| Hey Ya!                                            | Hey Ya! de Outkast                                            | Pocoloco                                          |
| Catch the Rainbow                                  | Catch the Rainbow de Rainbow                                  | Blackmore                                         |
| Mandom                                             | Mandom (empresa de cosmética)                                 | Ringo Roadagain                                   |
| 20th Century Boy                                   | 20th Century Boy de T. Rex                                    | Magent Magent                                     |
| Civil War                                          | Civil War de Guns N' Roses                                    | Axel RO                                           |
| Tubular Bells                                      | Tubular Bells de Mike Oldfield                                | Mike O.                                           |
| Chocolate Disco                                    | Chocolate Disco de Perfume                                    | D-I-S-C-O                                         |
| TATTOO YOU!                                        | Tattoo You de The Rolling Stones                              | Eleven Men                                        |
| Wired                                              | Wired de Jeff Beck                                            | Pork Pie Hat Kid                                  |
| Tomb of the Boom                                   | Tomb of the Boom de Outlast                                   | Benjamin Boom Boom Andre Boom Boom L.A. Boom Boom |
| Boku no Rhythm wo Kiitekure (Oye Como Va Mi Ritmo) | Oye como va de Santana y Tito Puente                          | Oyecomova                                         |

### JoJolion

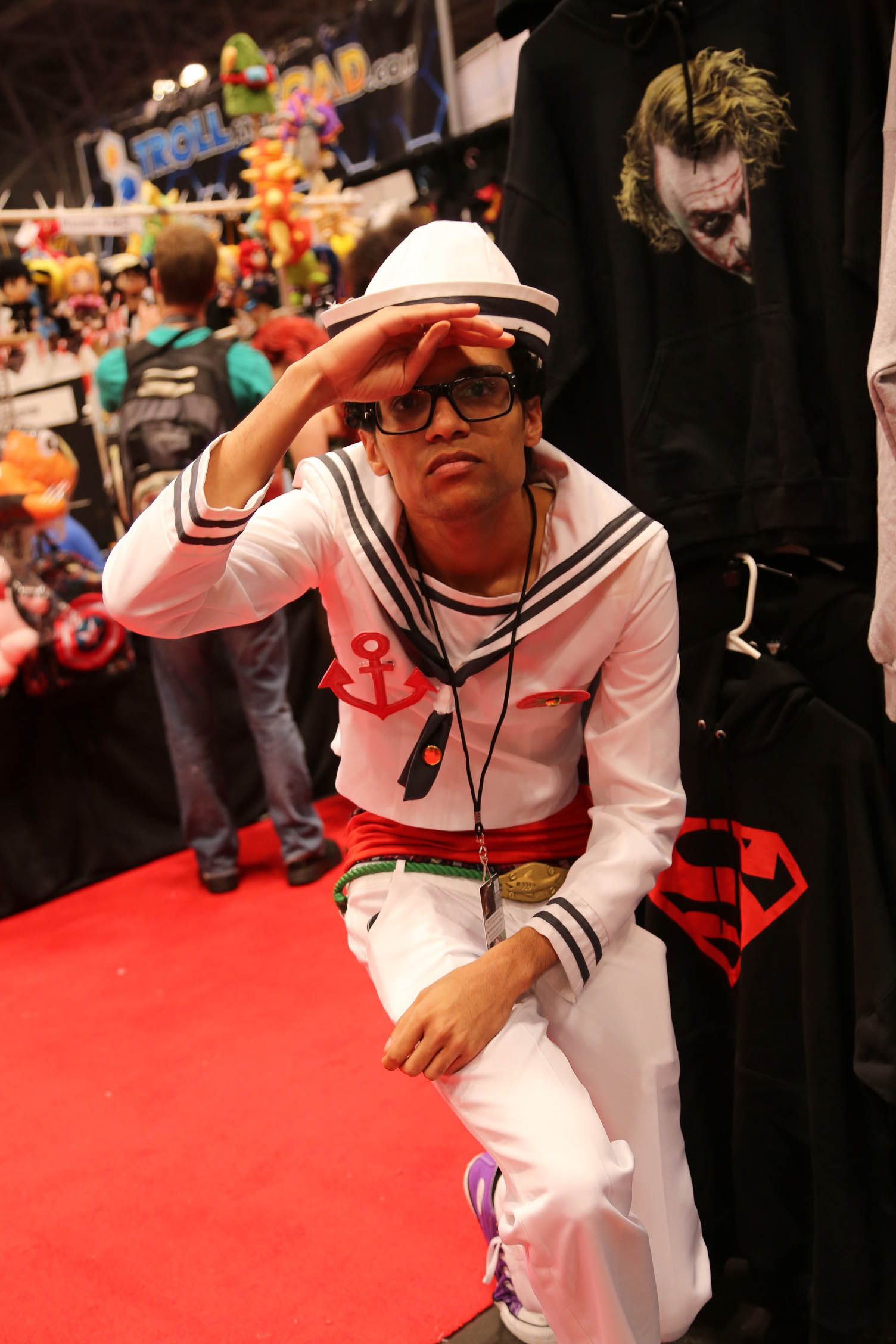
Cosplay de Josuke Higashikata "Gappy"

| Stand               | Inspiración                              | Usuario                          |
| ------------------- | ---------------------------------------- | -------------------------------- |
| Soft and Wet        | Soft and Wet de Prince                   | Josuke Higashikata Josefumi Kujo |
| Wonder of U         | The Wonder of You de Elvis Presley.      | Tooru                            |
| Paisley Park        | Paisley Park de Prince                   | Yasuho Hirose                    |
| Speed King          | Speed King de Deep Purple                | Jobin Higashikata                |
| Nut King Call       | Nat King Cole                            | Joshu Higashikata                |
| Paper Moon King     | It’s Only a Paper Moon de Nat King Cole  | Tsurugi Higashikata              |
| King Nothing        | King Nothing de Metallica                | Norisuke Higashikata IV          |
| Doggy Style         | Doggystyle de Snoop Dogg                 | Rai Mamezuku                     |
| Killer Queen        | Killer Queen de Queen                    | Yoshikage Kira                   |
| California King Bed | California King Bed de Rihanna           | Daiya Higashikata                |
| Walking Heart       | Walking Heart Attack de Holland K. Smith | Hato Higashikata                 |
| Born This Way       | Born This Way de Lady Gaga               | Kei Nijimura                     |
| Awaking III Leaves  | Awaking III Leaves de James J. Pelerite  | Mitsuba Higashikata              |
| Space Trucking      | Space Trucking de Deep Purple            | Kaato Higashikata                |
| Vitamin C           | Vitamin C de Can                         | Tamaki Damo                      |
| I Am a Rock         | I Am a Rock de Simon and Garfunkel       | Yotsuyu Yagiyama                 |
| Doobie Wah!         | Doobie Wah! de Peter Frampton            | Aisho Dainenjiyama               |
| Scott Key N°1 y N°2 | Schottkey 7th Path de Aphex Twin         | Hermanos A. Phex                 |
| Blue Hawaii         | Blue Hawaii de Elvis Presley             | Dolomite                         |
| Fun Fun Fun         | Fun, Fun, Fun de The Beach Boys          | Ojiro Sasame                     |
| Brain Storm         | Brainstrom de Hawkwind                   | Urban Guerrilla                  |
| Ozone Baby          | Ozone Baby de Led Zeppelin               | Poor Tom                         |
| Doctor Wu           | Doctor Wu de Steely Dan                  | Dr. Wu Tomoki                    |
| Love Love Deluxe    | Love Deluxe                              | Karera Sakunami                  |
| Milagro Man         | Miracle Man de Ozzy Osbourne             | Usuario desconocido              |

### The JOJOLands
| Stand                  | Inspiración                          | Usuario         |
| ---------------------- | ------------------------------------ | --------------- |
| November Rain          | November Rain de Guns n Roses        | Jodio Joestar   |
| Smooth Operators       | Smooth Operators de Sade             | Dragona Joestar |
| The Hustle             | The Hustle de Van McCoy              | Paco Lovante    |
| The Matte Kudasai      | The Matte Kudasai de King Crimson    | Usagi Aloha'oe  |
| Bigmouth Strikes Again | Bigmouth Strikes Again de The Smiths | Charming Man    |

## Reglas de los Stands

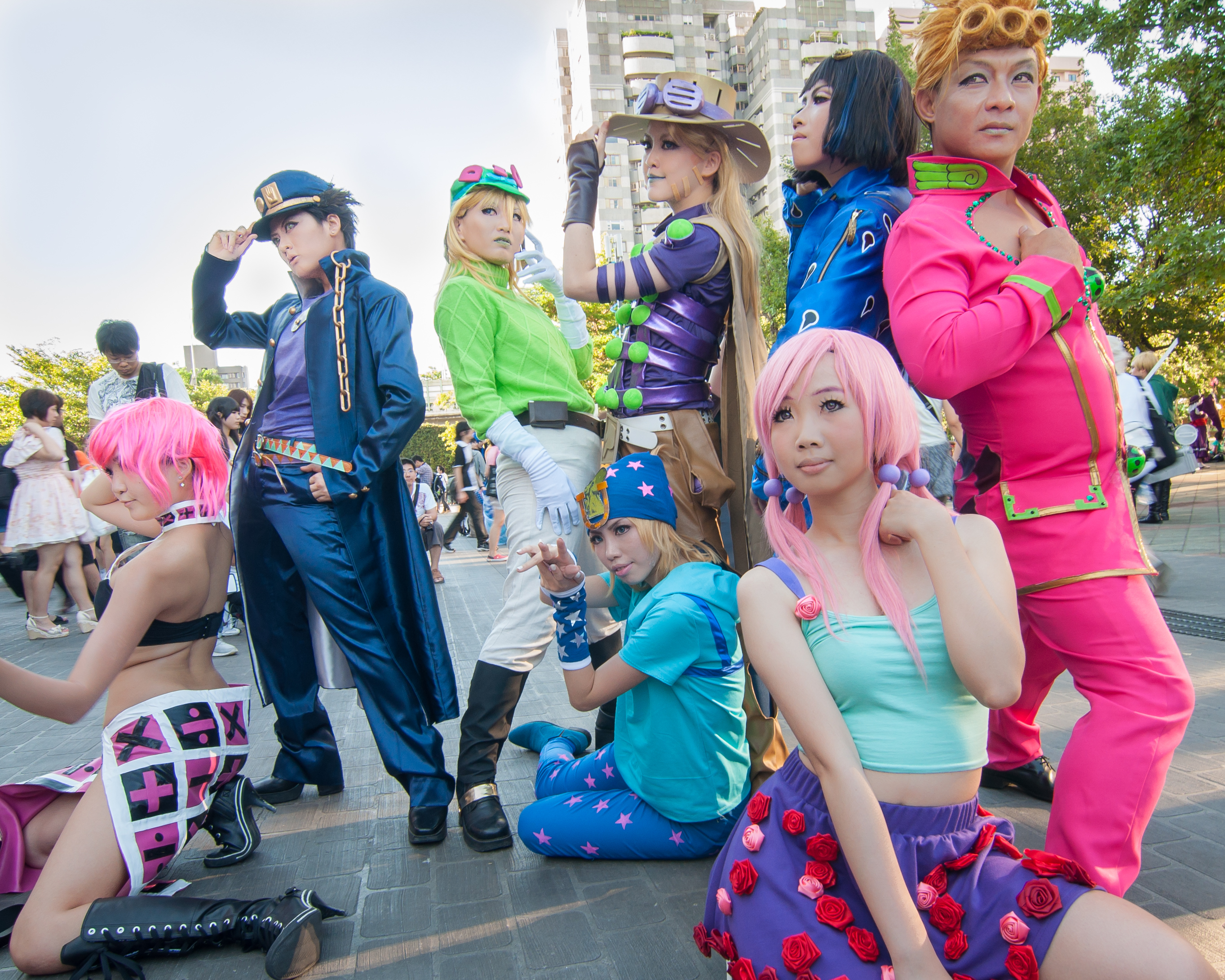
Cosplayers de Trish Una (abajo izquierda), Jotaro Kujo (izquierda), Diego Brando (centro izquierda), Gyro Zeppeli (centro), Johnny Joestar (centro abajo), Bruno Bucciarati (centro derecha), Giorno Giovanna (derecha) y Yasuho Hirose (abajo derecha)

Los Stands tienen unas reglas de uso, siendo las principales:
- Solo se puede tener un Stand por persona
- Si el usuario fallece, el Stand desaparece
- Si el Stand es dañado, también lo será el usuario
- Un Stand solo puede ser atacado por un Stand
- Un Stand puede atacar a otro usuario sin necesidad de golpear al Stand
- Solo los usuarios de Stand pueden ver a otros Stands, siendo invisibles a otros ojos.